# Villar de Ciervo
Villar de Ciervo ist ein Ort und eine nordspanische Gemeinde (municipio) mit 253 Einwohnern (Stand: 2024) in der Provinz Salamanca in der Autonomen Gemeinschaft Kastilien und León. 

## Geografie
Villar de Ciervo liegt etwa 145 Kilometer südwestlich von Salamanca in einer Höhe von ca. 680 m an der portugiesischen Grenze, die vom Río Turones im Westen gebildet wird. 

## Bevölkerungsentwicklung
| Jahr      | 1900 | 1950 | 1960 | 1970 | 1981 | 1991 | 2001 | 2011 | 2021 |
| Einwohner | 1458 | 1368 | 1205 | 763  | 526  | 490  | 398  | 310  | 260  |

## Sehenswürdigkeiten
- Augustinuskirche (Iglesia de San Agustín)

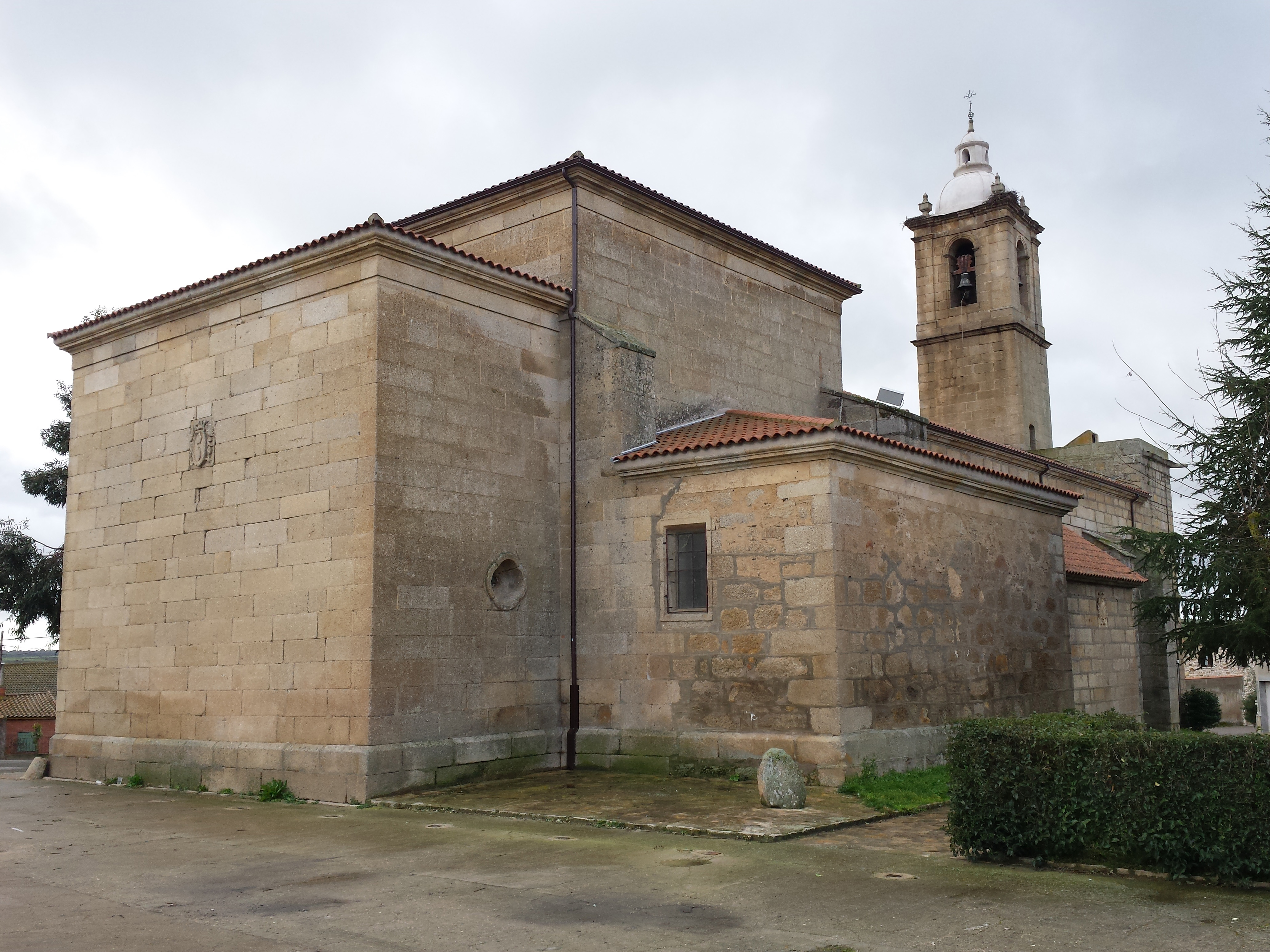
Augustinuskirche
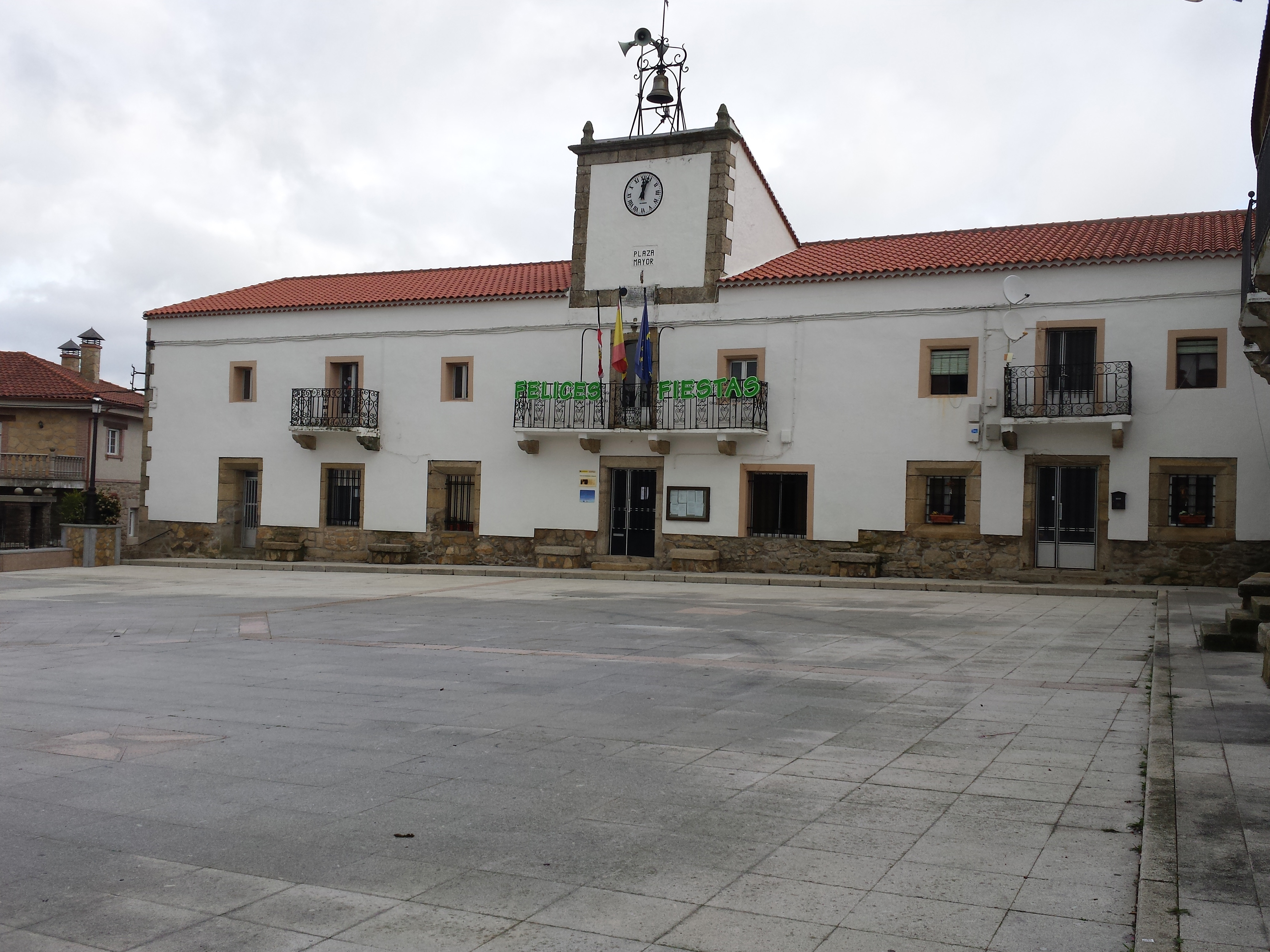
Rathaus